# Chafariz de dentro

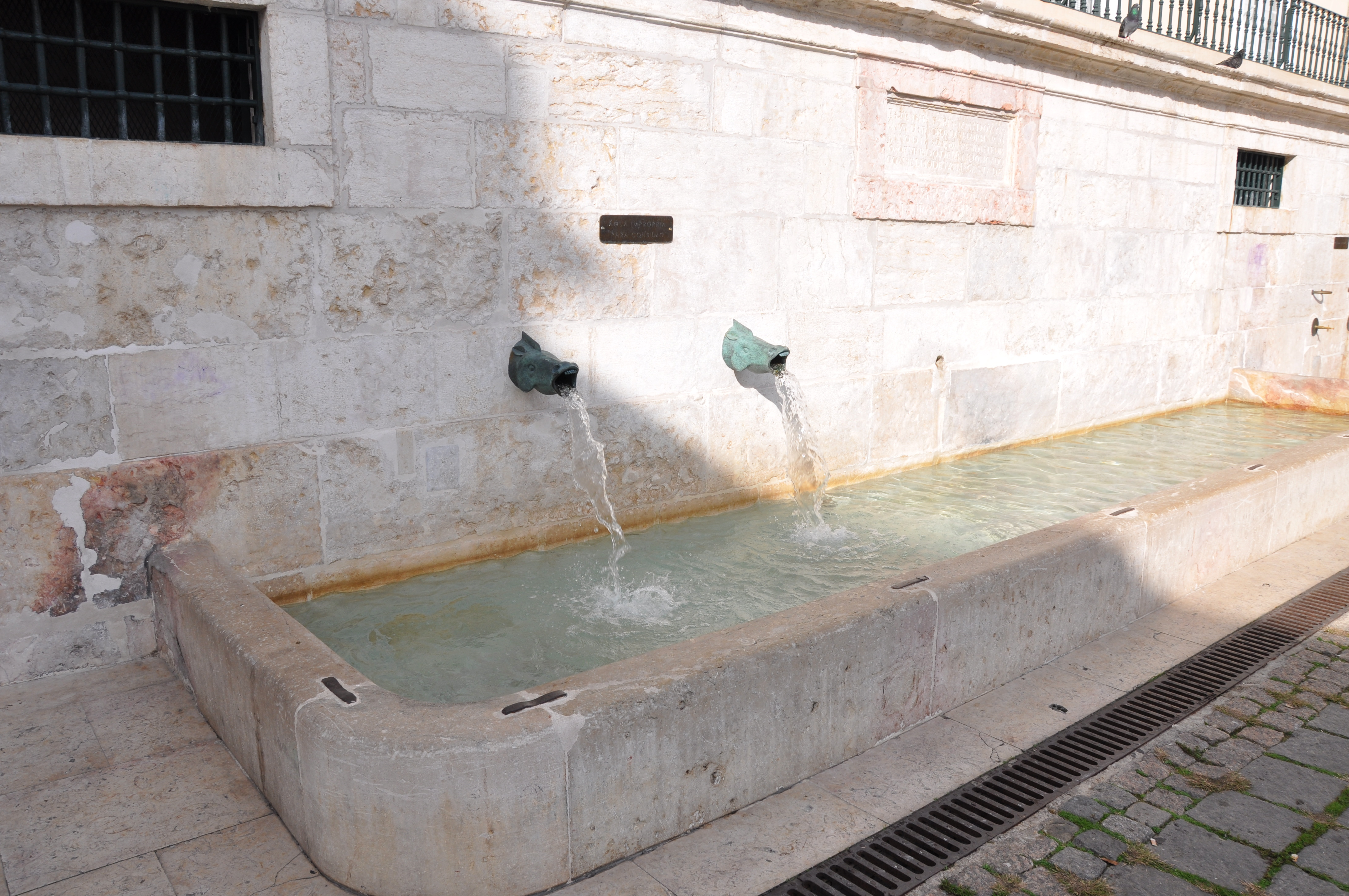
Chafariz de dentro; Lisboa, Portugal.

El Chafariz de los Caballos o Chafariz de Dentro es un manantial muy antiguo situado en el barrio de Alfama en Lisboa, con la referencia más antigua que se conoce datando del año 1285.
Este símbolo arquitectónico del barrio fue también denominado en otros tiempos como Chafariz de Alfama.
Solo mucho tiempo después de la construcción de la cerca Fernandina, probablemente desde principios del siglo XVII, este lugar pasó a ser denominado como Chafariz de Dentro, debido a su situación del lado interior de la cerca Fernandina en yuxtaposición al Chafariz de la Playa o al Chafariz dos Páos, que se situaban del lado de fuera de la cerca.
En una de sus crónicas, Fernão Lopes clarifica que los canalones de este chafariz —que los castellanos quisieron llevarse como memoria del saqueo de la ciudad de Lisboa en 1373— tenían forma de cabezas de caballos realizadas en bronce.
Hay varias referencias históricas que apuntan a la existencia de un lago por debajo del Chafariz. De facto se encontraron en la misma localización dos bolsas de agua, cada una con su propio manantial afluente. Una es la del Chafariz de dentro, donde hay un arca de agua, la otra es la del tanque das lavadeiras, en el Beco do Mexía.
- Datos: Q5764072
- Multimedia: Chafariz de Dentro / Q5764072